# On Me (Thomas Rhett e Kane Brown)
On Me è un brano musicale dei cantanti statunitensi Thomas Rhett e Kane Brown, seconda traccia della colonna sonora Scoob! The Album, pubblicato il 15 maggio 2020.
Il brano vede la partecipazione della cantante statunitense Ava Max.

## Pubblicazione
Il 5 maggio 2020 i cantanti hanno annunciato la canzone tramite i propri social media, rivelandone nell'occasione sia la copertina che la data di pubblicazione prevista per il venerdì seguente.

## Video musicale
Il video musicale è stato reso disponibile il 15 maggio 2020, in concomitanza con l'uscita dell'album.

## Tracce
Testi e musiche di Andrew Cedar, Ben Johnson, Jason Derulo e Jim Lavigne.
1. On Me (feat. Ava Max) – 2:44

## Formazione
Musicisti
- Thomas Rhett – voce
- Kane Brown – voce
- Ava Max – voce aggiuntiva
- Andrew Cedar – programmazione
- Cirkut – programmazione

Produzione
- Xplicit – produzione esecutiva
- Andrew Cedar – produzione
- Cirkut – produzione
- Frank E – produzione aggiuntiva
- Chris Athens – mastering
- Geoff Swan – missaggio

## Classifiche
| Classifica (2020) | Posizione massima |
| ----------------- | ----------------- |
| Canada            | 87                |